# Voie d'essai de l'aérotrain d'Orléans
La voie d'essai de l'aérotrain d'Orléans est une ligne expérimentale de transport guidé de type monorail, construite en 1968. Elle s'étend sur 18 km entre Saran et Ruan dans le département français du Loiret, en région Centre-Val de Loire.
Conçue pour faire circuler les aérotrains réalisés par l'ingénieur français Jean Bertin, elle a essentiellement servi aux essais des prototypes I80-250 et I80-HV, de 1969 à 1974. Le I80-HV y établit le record mondial de vitesse d'un transport guidé avec 430,4 km/h le 5 mars 1974.
Prévue pour s'inscrire dans un futur axe Paris-Orléans, elle est désaffectée depuis 1977.

## Historique

### Construction
Le 18 décembre 1967, le ministre des Transports charge la Société de l'Aérotrain de réaliser une voie d'essai de 18 km au nord d'Orléans pour un prix hors taxes de 24 586 790 francs. Ce tronçon de voie était prévu pour  être ultérieurement intégré dans une ligne régulière reliant Paris et Orléans. La construction du viaduc débute en juillet 1967 par la société Grands travaux de Marseille. Un décret de déclaration d'utilité publique paraît le 22 janvier 1968 pendant les travaux de construction. Le 31 décembre 1968, 10 km de voie sont construits. En juillet 1969, l'Aérotrain est présenté au Salon du Bourget avant d'être acheminé vers sa gare de base à Chevilly. L'ouvrage est mis en service en septembre 1969.

### Phase d'exploitation
Le 13 septembre 1969, l'Aérotrain I80-250 de première génération, équipé d'une hélice carénée et conçu par la Société de l'Aérotrain et construit par l'entreprise Ratier, atteint une vitesse de croisière de 250 km/h. Le 13 novembre 1969, une cérémonie officielle y est organisée en présence du maire d'Orléans, Roger Secrétain, du ministre du Plan et de l'Aménagement du territoire, André Bettencourt, ainsi que du ministre des Transports, Raymond Mondon.Cette version fait l'objet d'essais prolongés, cumulant 59 140 km de parcours et transportant 13 013 passagers. Après avoir atteint une vitesse maximale de 290 km/h, l'engin est transféré en janvier 1973 aux hangars d'UTA Industries, à l'aéroport du Bourget, afin d'être équipé d'un turboréacteur Pratt & Whitney JT8D-7 pour expérimenter un mode de propulsion à haute vitesse.
Après modifications, l'Aérotrain maintenant nommé I80 HV reprend ses essais en septembre 1973. Le 14 novembre de la même année, il atteint une vitesse de 400 km/h. L'Aérotrain poursuit ses essais, transportant plus de 1 400 passagers en une centaine d'heures de fonctionnement. Le 5 mars 1974, il établit un record mondial de vitesse, atteignant une moyenne de 417,6 km/h sur une distance de 3 km parcourue dans chaque sens, avec une pointe maximale de 430,4 km/h. 

### Mise hors service
Malgré ces performances, le projet est officiellement abandonné le 17 juillet 1974. L'Association des Amis de Jean Bertin continue de financer des vols de démonstration du prototype I80-HV jusqu'en 1977, afin d'attirer l'attention des investisseurs et clients potentiels avant d'être définitivement mis à l'arrêt,. Au terme de sa carrière, il aura parcouru 9 106 km et transporté 2 900 passagers à des vitesses comprises entre 350 et 400 km/h. L'abandon du projet de l'Aérotrain entraîne finalement l'arrêt de l'exploitation de la voie.
Le 22 mars 1992, le prototype de l'Aérotrain I80, qui sommeillait dans les restes du hangar de la plateforme de Chevilly, est totalement détruit dans un incendie d'origine criminelle. Cette perte semble mettre fin à tout espoir de réactivation de la ligne sous forme d'exploitation à caractère touristique comme cela avait été envisagé un temps. Fin février 1997 le hangar de Chevilly et l'épave du I80 HV sont détruits et ferraillés.

### Voie désaffectée
Le viaduc demeure dans la campagne de Beauce, puisque le coût de sa destruction, estimé à 13 millions d'euros, constituant une dépense sèche, est jugé prohibitif au regard du peu de désagrément que sa présence au milieu des champs occasionne.
L'ouvrage présente deux discontinuités. Le viaduc est partiellement démantelé par le concessionnaire autoroutier Arcour en février et mars 2007, sur une longueur de 120 mètres, pour permettre le passage de l'autoroute A19 sur le territoire de la commune de Chevilly. Le tronçon supprimé est situé entre le point géographique 48° 02′ 46″ N, 1° 53′ 03″ E (côté nord) et 48° 02′ 42″ N, 1° 53′ 03″ E (côté sud). Selon une entreprise chargée de la démolition du tronçon, le béton de la voie est devenu friable avec le temps. En juillet 2015, un engin agricole roulant sur la RD 125 heurta un pilier 48° 01′ 39″ N, 1° 53′ 03″ E près de Chevilly, une travée de 20 mètres sera déposée au sol un mois plus tard.

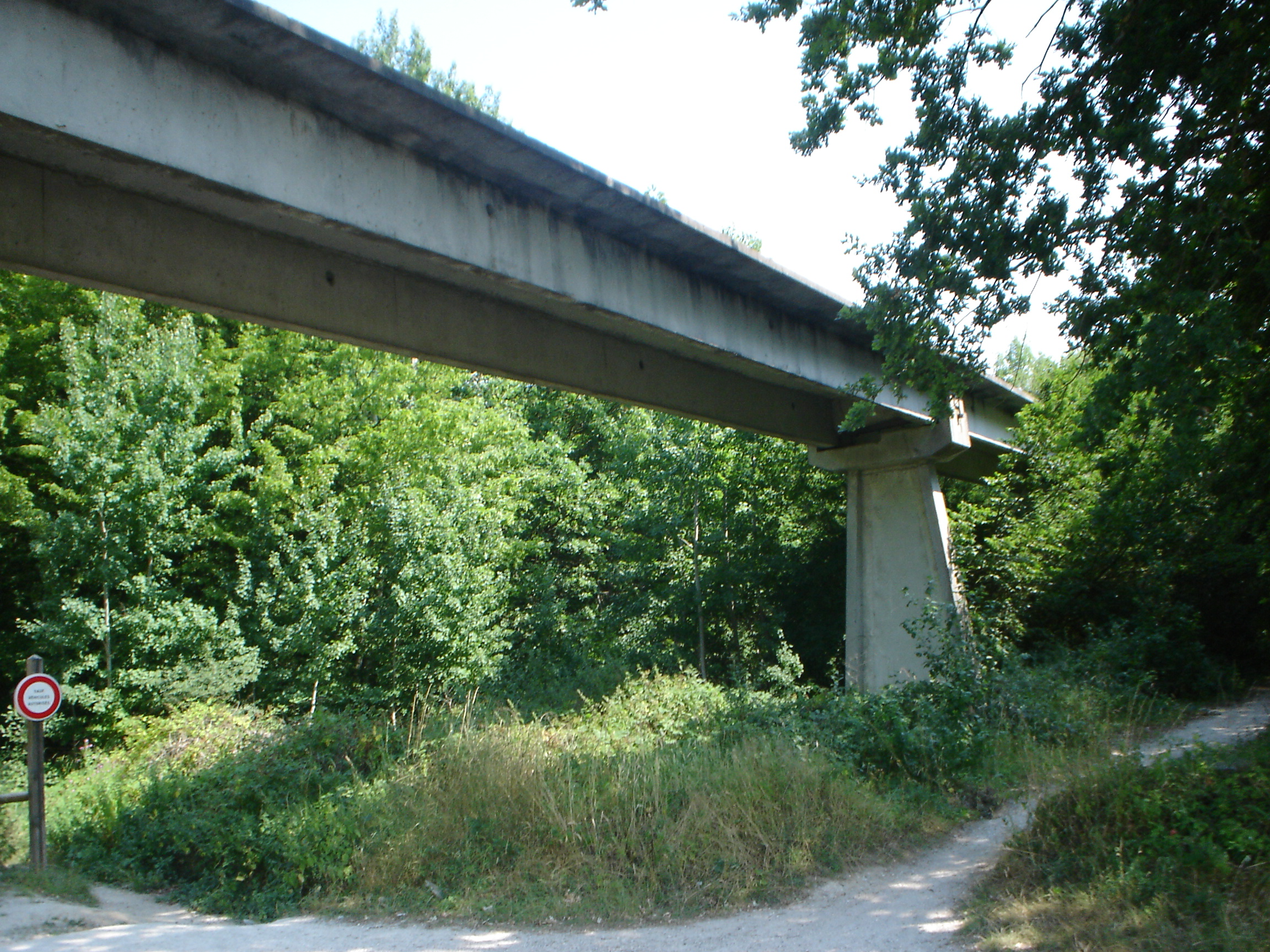
Le viaduc dans la forêt d'Orléans.
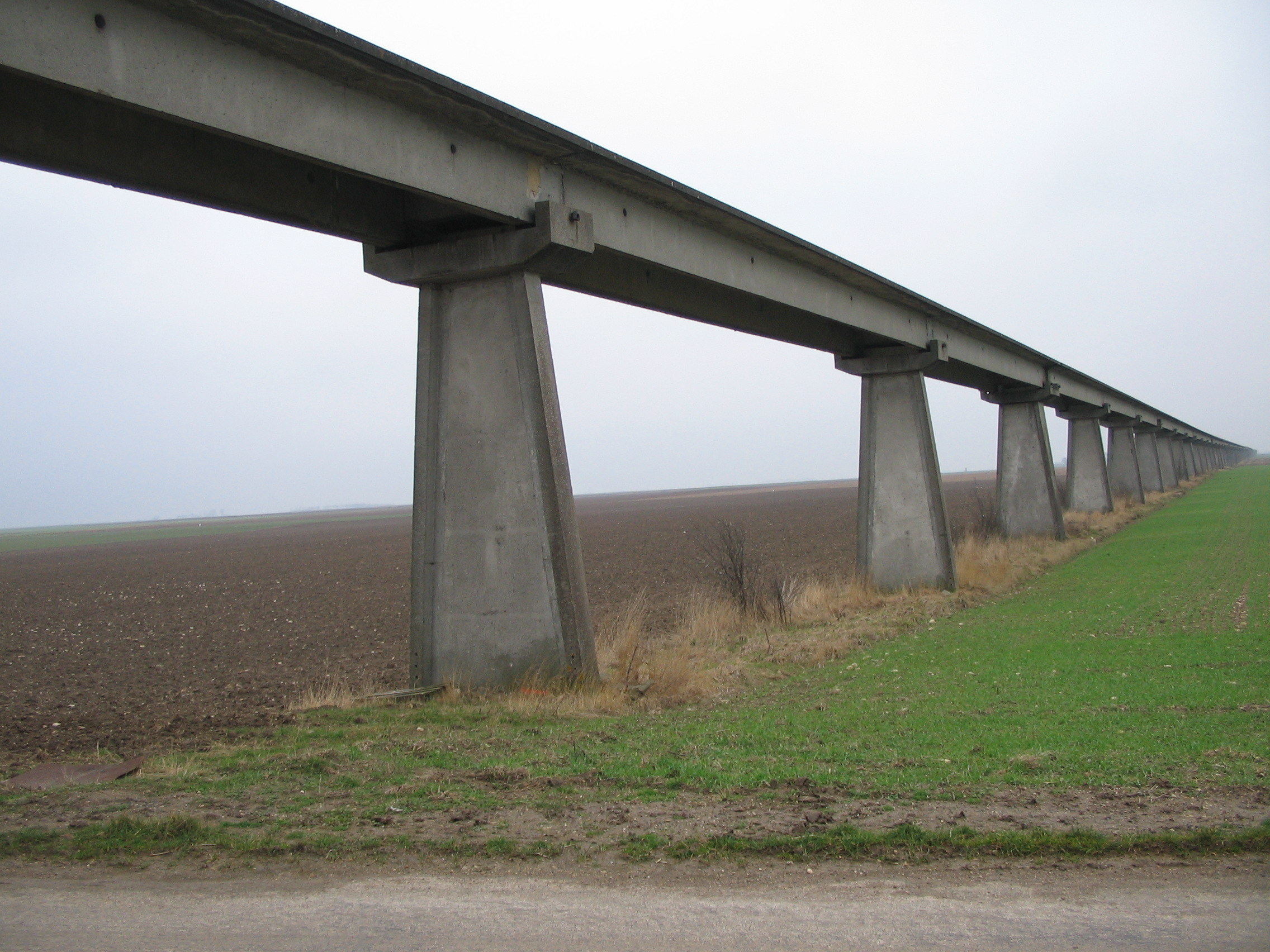
À travers la plaine beauceronne.
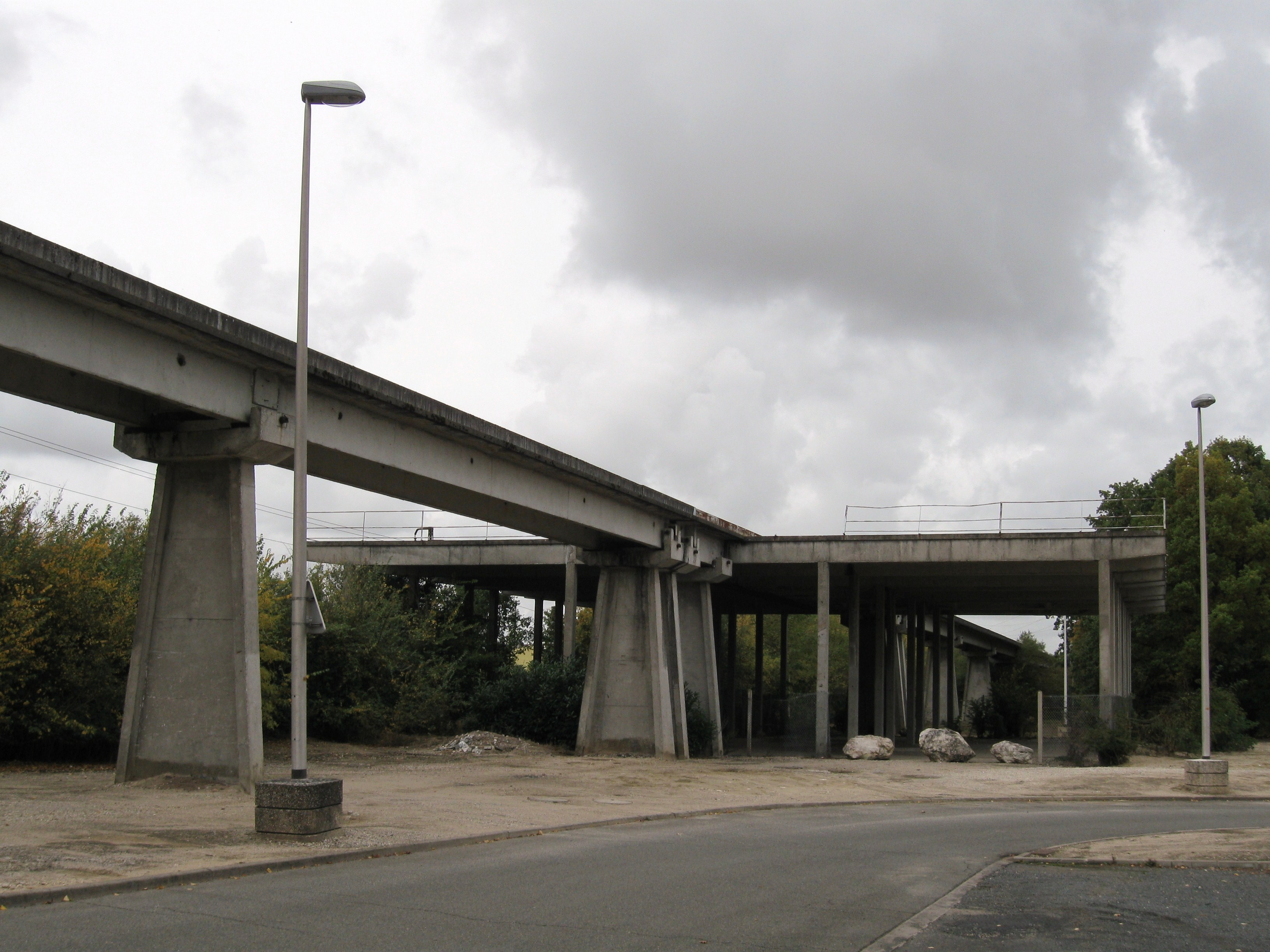
La plate-forme de retournement à l'extrémité sud du rail à Saran.
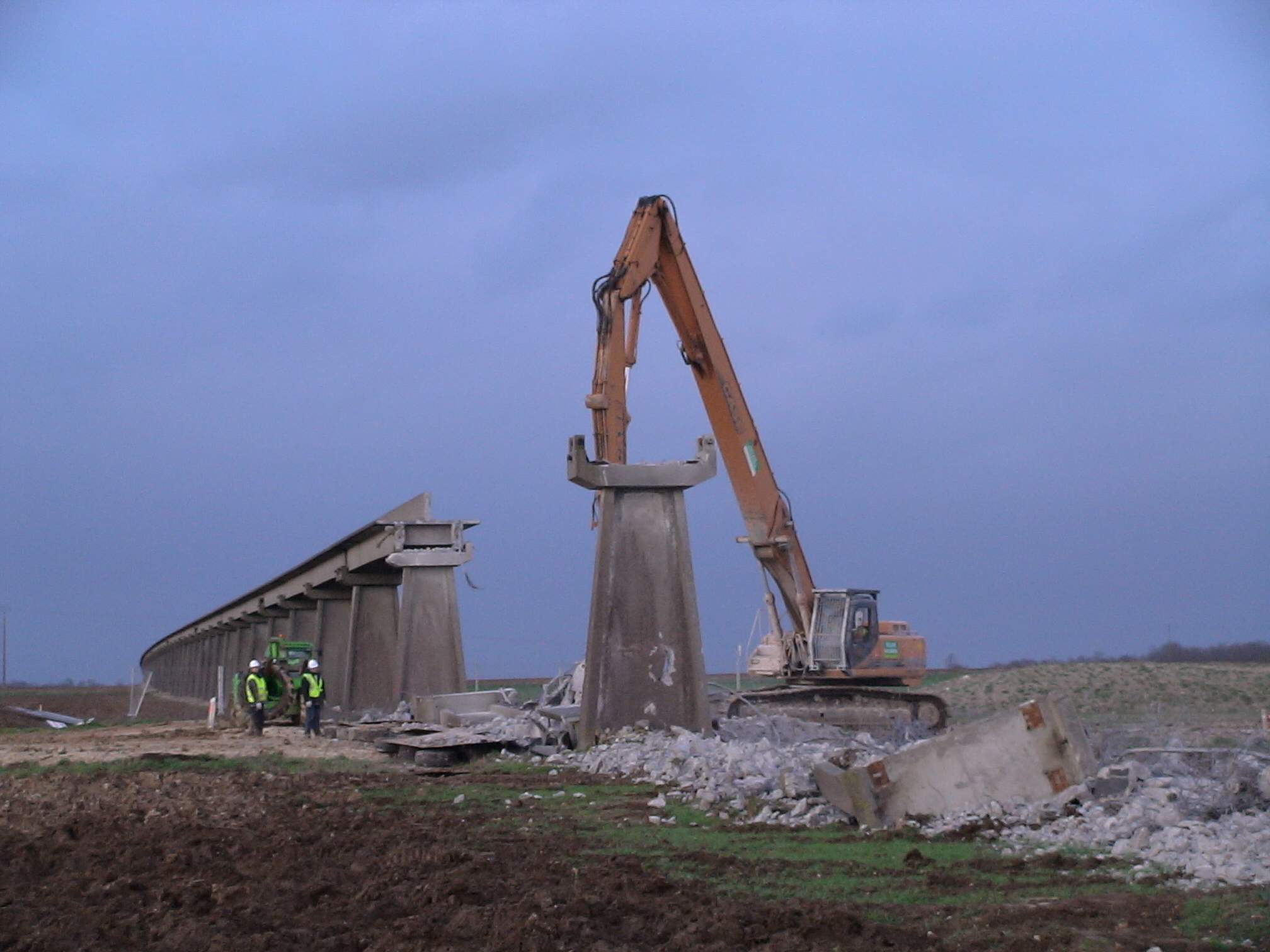
Destruction d'une partie de la voie d'essais sur le chantier de l'A19. 48° 02′ 46″ N, 1° 53′ 03″ E

Le viaduc reçoit en 2015 une plaque patrimoine du XXe siècle.
Un pipeline venant de la ville du Havre et un réseau de fibre optique venant de Tours suivent le tracé de la voie, qui est ainsi devenue un corridor de transport.
Une étude est réalisée en 2016, qui estime que l'ouvrage peut être valorisé comme musée ou comme attraction. Selon cette étude, la voie et ses piles sont bien conservées, grâce à la qualité du béton employé, et seules les trois plates-formes (clôturées et inaccessibles) se sont dégradées.

### Préservation et perspectives du site
En 2016, une société française, Spacetrain, tente de réhabiliter cette voie pour réaliser les essais d'un futur train rapide qui relierait les villes de Paris et d'Orléans en moins de 15 minutes mais l'État français refuse du fait de l'absence de solidité financière de l'entreprise, dont l'activité cesse peu après.
Début 2021, des travaux de consolidation de la voie sont entrepris pour parer à tout risque d'éboulement. 

## Géographie

Tracé du viaduc.

Entièrement conçue en viaduc, la ligne se situe au nord-ouest du département du Loiret. Son parcours commence au nord de l'agglomération orléanaise, dans la commune de Saran, le long de la route forestière des Fossés-Guillaume, à 124 mètres d'altitude, puis traverse les communes de Cercottes, Chevilly, Artenay et Ruan.
Elle traverse les régions naturelles de la forêt d'Orléans et de la Beauce et longe la route nationale 20 et la ligne de chemin de fer Paris - Bordeaux. Du sud au nord, elle franchit les routes départementales 102, 125, 5, 861 et 355. Une partie a été démolie (120 m) pour la circulation de l'autoroute 19 en 2007.

## Description

Synopsis de la voie d'essai Saran-Ruan de l'Aérotrain.

Les ingénieurs de la Société de l'Aérotrain ont opté pour une voie surélevée en raison de ses nombreux avantages. De conception simple et peu coûteuse, la voie permet une intégration urbaine sans interruption des axes existants et réduit les coûts liés aux expropriations. Sa construction modulaire en fait une solution économique et nécessitant peu d'entretien. Surélevée, elle améliore la sécurité en empêchant l'accès aux piétons et animaux, tout en permettant la circulation des véhicules sous la voie. L'Aérotrain pouvant franchir des pentes importantes, allant de 6 à 10 %, le tracé de la voie n'a pas nécessité d'importants travaux de terrassement.
La voie en béton, en forme de T inversé, est longue de 18 kilomètres, elle est constituée de 907 poteaux, espacés chacun d'une vingtaine de mètres et portant des tronçons monoblocs de 120 mètres de long à une dizaine de mètres de hauteur. 
La voie se compose de trois types d'infrastructures, le monorail principal,  un garage central, à Chevilly, et deux plates-formes aux extrémités. Au niveau du garage central, le rail de guidage vertical est rétractable pour permettre de placer et de sortir l'Aérotrain de la voie pour le garer dans un hangar permettant aussi de réaliser la maintenance. Dans les plates-formes d'extrémité, le changement de sens de circulation de l'Aérotrain est possible grâce à un rail de guidage vertical rotatif motorisé.
La voie d'essai était pourvue d'une cabine d'inspection, suspendue par un filin d'acier parallèle à la voie, située entre la plate-forme de Chevilly et la forêt de Chevilly. La cabine permettait de vérifier l'impact des essais sur l'ouvrage[source insuffisante].

### Techniques de construction

Vue en coupe du monorail de l'Aérotrain.

La construction de la voie de l'Aérotrain repose sur des techniques combinant préfabrication et assemblage sur site. Le monorail, en T inversé, est constitué de poutres isostatiques précontraintes de 20 mètres, assemblées par groupes de six sous précontrainte pour former des sections hyperstatiques de 120 mètres. Situé à une hauteur comprise entre 5 et 10 mètres, il est soutenu par les piles reposant sur des semelles de 50 cm, ancrées sur puits ou pieux en fonction des caractéristiques du sous-sol. 
Les poutres ont été préfabriquées dans une usine située à côté de la plate-forme du garage central. La préfabrication des éléments a permis d'obtenir un béton de haute densité, assurant une résistance durable aux intempéries. Les plates-formes de retournement et la station centrale ont été construites selon une approche traditionnelle en structure poteaux-poutres, avec une dalle de couverture coulée sur place.

## Culture
Le court-métrage du réalisateur orléanais Joseph David intitulé Pump est tourné sur le viaduc de l'aérotrain entre Artenay et Cercottes en septembre 2015.
Le film Les Premiers, les Derniers du réalisateur belge Bouli Lanners, sorti en France en janvier 2016, a été tourné en partie le long de la voie de l'aérotrain.
Certains passages du clip Persona Non Grata (sorti en mai 2016) du chanteur Tété ont été tournés au pied et sur la voie de l'aérotrain[réf. souhaitée].
Le court métrage Juillet électrique de Remi Bigot (2014) est en grande partie tourné aux pieds de la voie entre Artenay et Chevilly.